# Nguyễn Viết Thịnh
Nguyễn Viết Thịnh (sinh 1951) là đại biểu Quốc hội Việt Nam khóa 12, thuộc đoàn đại biểu Hà Nội.